# Mechtilde de Bar

Mechtilde de Bar 1614–1698

Mechtilde de Bar (Taufname Catherine de Bar; * 31. Dezember 1614 in Saint-Dié, Lothringen; † 6. April 1698 in Paris) war Gründerin der Benediktinerinnen vom Heiligsten Sakrament.

## Leben
Catherine de Bar war das dritte Kind der Eheleute Jean de Bar und Marguerite de Guillon, die dem niederen Adel angehörten.
1631 trat Catherine bei den Annuntiatinnen in Bruyères ein. Bereits mit 19 Jahren wurde sie zur Subpriorin und ein Jahr später zur „Ancelle“, zur Oberin der kleinen Gemeinschaft ernannt. Inzwischen hatten die Kämpfe des Dreißigjährigen Kriegs auch Lothringen erreicht und die Gemeinschaft musste vor den anrückenden Truppen fliehen. Auf der Flucht fanden die Schwestern Aufnahme bei den Benediktinerinnen von Rambervillers, wo Catherine die benediktinische Lebensweise kennenlernte und sich zum Übertritt entschloss. Hier nahm sie den Namen Sr. Mechtilde an, dem sie später „vom heiligsten Sakrament“ anfügte.
Die kommenden Jahre waren wiederum von Flucht und Vertreibung gezeichnet. 1653 schließlich konnte sich Mechtilde de Bar mit ihren Schwestern in Paris niederlassen und das Benediktinerinnenkloster Paris (Rue Cassette) gründen. Angetrieben durch ihre persönliche Verehrung des Heiligsten Sakraments und bestärkt durch die im Zuge der konfessionellen Profilierung verbreitete Eucharistische Anbetung fügte sie dem benediktinischen Charisma die Ewige Anbetung des Heiligsten Sakraments hinzu. Zwischen 1666 und 1696 gründete Mechtilde de Bar neun weitere Klöster, bzw. nahm bereits bestehende Klöster in ihren Verbund auf.
Um der häufigen Praxis der Anbetung auf Dauer Bestand zu verleihen, beantragte Mechtilde de Bar in Rom die Erlaubnis zur Errichtung einer Kongregation. Diese wurde am 29. Mai 1668 genehmigt und direkt dem Heiligen Stuhl unterstellt. Da die Spannungen zwischen dem französisch-gallikanischen Episkopat und Rom die Verbindung zum Heiligen Stuhl erschwerten, ließ die Gründerin die Klöster ihrer Kongregation im Jahr 1696 wieder der bischöflichen Aufsicht unterstellen.
Als Mechtilde de Bar 1698 verstarb, hinterließ sie einen Verbund benediktinischer Frauenklöster, der sich in besonderer Weise der Verehrung des Heiligsten Sakraments widmet.

## Schriften
Um ihren Klöstern eine Vereinheitlichung der Riten und Gebräuche zu ermöglichen und damit die Zusammengehörigkeit zu stärken, verfasste Mechtilde de Bar 1668 den ersten Teil eines Zeremoniale. 1671 konnten die Eigenfeste und Offizien der Benediktinerinnen vom Heiligsten Sakrament veröffentlicht werden. 1683 erschien eine Sammlung von Schriften M. Mechtildes, die Schwestern ihrer Gemeinschaft zusammengestellt hatten, unter dem Titel Le Véritable Esprit des Religieuses Adoratrices Perpétuelles du Très-Saint-Sacrement de l’Autel (Der wahre Geist der Benediktinerinnen vom Heiligsten Sakrament). Dieses Buch erfuhr in den folgenden Jahren zahlreiche Neuauflagen. 1686 erschienen die Exercices spirituels ou la pratique de la règle de s. Benoist, wobei es sich um die Überarbeitung eines Buches von Claude Martin, Benediktiner von Saint-Germain-des-Prés durch M. Mechtilde handelte. Erst viel später veröffentlichten die Benediktinerinnen vom Heiligsten Sakrament 1833 La journée religieuse des filles du Très-Saint-Sacrement (Die Tagesordnung der Benediktinerinnen vom Heiligsten Sakrament), dessen Inhalt ebenfalls auf die Gründerin zurückging. Außerdem sind aus der reichen Korrespondenz mehr als 3.000 Briefe Mechtilde de Bars erhalten, die erst zu einem geringen Teil veröffentlicht sind. 2001 wurde eine umfangreiche internationale Bibliographie mit Schriften von und über Mechtilde de Bar und die Benediktinerinnen vom Heiligsten Sakrament veröffentlicht.